# جرفة الكبدين (السبرة)

تعديل مصدري - تعديل

جرفة الكبدين محلة تابعة لقرية الرخمة، التابعة لعزلة عينان بمديرية السبرة إحدى مديريات محافظة إب في الجمهورية اليمنية.، بلغ تعداد سكانها 34 حسب تعداد اليمن لعام 2004.